# Robin Simović
Robin Simović (sinh ngày 29 tháng 5 năm 1991) là một cầu thủ bóng đá người Thụy Điển.

## Sự nghiệp câu lạc bộ
Robin Simović đã từng chơi cho Nagoya Grampus.